# Francesca Barbara del Liechtenstein
Francesca Barbara del Liechtenstein (1604 – 1655) è stata una principessa austriaca.

## Biografia
La principessa Francesca Barbara nacque nel 1604 da Carlo del Liechtenstein e dalla baronessa Anna Maria Šemberová von Boskovic und Černá Hora.
Nel gennaio del 1627 sposò il conte Wenzel Werner t'Serclaes di Tilly (1599-1653), quinto dei sei figli di Jakob (1555-1624) e di Dorotea della Frisia orientale, che intraprese la carriera militare. Lo sposò dopo la forte opposizione del padre, che rese necessaria la mediazione asburgica.
Un suo ritratto, eseguito in Germania nell'anno delle nozze, fu acquistato nel 1986 da Francesco Giuseppe II. Morì nel 1655.

## Discendenza
Francesca Barbara del Liechtenstein e Wenzel Werner t'Serclaes ebbero tre figlie e quattro figli:
- Contessa Maria Elisabeth Apollonia (nata prima del 1629 - Praga, 14 agosto 1665), il 5 giugno del 1653 sposò in prime nozze il barone Krystof Ferdinand Popel z Lobkowicz (1614-1658), e il 26 aprile 1661 il conte Vojtech Vilhelm von Kolowrat-Krakowsky (1600-1689). Dal primo marito ebbe un figlio:[5]
  - Conte Wenzel Ferdinand (1654-1697).[6]
- Contessa Klara Katharina, sposò Leonhard von Harbuval von Chamaré (?-1684) nel 1645;[7]
- Conte Franz Andreas (? - 25 dicembre 1630);
- Conte Ernst Emmerich (? - 22 aprile 1675), sposò la contessa Klara Katharina Maria von Lamberg (1644-?) il 27 luglio 1661, e in seconde nozze il 17 settembre 1664 la baronessa Anna Theresia von Haslang. Ebbe un figlio dalla prima moglie e tre figli dalla seconda:[8]
  - Conte Anton Ferdinand Johann (? - Venezia, 6 marzo 1683);
  - Conte Ferdinand Lorenz Franz Xaver (11 agosto 1666 - Linz, 9 gennaio 1724);
  - Contessa Maria Judith (?-1680);
  - Contessa Maria Katharina (? - 21 luglio 1774).
- Contessa Maria Franziska;
- Conte Damian Holfried (? - morto dopo il 7 novembre 1661);
- Conte Ferdinand Paul Karl (? - 27 settembre 1717).

## Ascendenza
|                                                  |                        |                                | Genitori                                    |  |  | Nonni                         |  |  | Bisnonni                           |  |
|                                                  |                        |                                |                                             |  |  | Hartmann II del Liechtenstein |  |  | Georg Hartmann I von Liechtenstein |  |
|                                                  |                        |                                |                                             |  |  | Hartmann II del Liechtenstein |  |  | Georg Hartmann I von Liechtenstein |  |
|                                                  |                        | Susanna von Liechtenstein      |                                             |  |  | Hartmann II del Liechtenstein |  |  |                                    |  |
| Carlo I del Liechtenstein                        |                        |                                |                                             |  |  | Hartmann II del Liechtenstein |  |  |                                    |  |
|                                                  |                        | Anna Maria von Ortenburg       | Karl I von Ortenburg                        |  |  |                               |  |  |                                    |  |
|                                                  |                        | Anna Maria von Ortenburg       | Karl I von Ortenburg                        |  |  |                               |  |  |                                    |  |
|                                                  |                        | Anna Maria von Ortenburg       | Maximiliana von Fraunberg zum Haag          |  |  |                               |  |  |                                    |  |
| Francesca Barbara del Liechtenstein              |                        | Anna Maria von Ortenburg       |                                             |  |  |                               |  |  |                                    |  |
|                                                  | Jan Šembera z Boskovic | Wenzel Buczowsky von Boskowicz |                                             |  |  |                               |  |  |                                    |  |
|                                                  | Jan Šembera z Boskovic | Wenzel Buczowsky von Boskowicz |                                             |  |  |                               |  |  |                                    |  |
|                                                  | Jan Šembera z Boskovic | Anna Pohomirzsky von Oynicz    |                                             |  |  |                               |  |  |                                    |  |
| Anna Maria Šemberová von Boskovic und Černá Hora | Jan Šembera z Boskovic |                                |                                             |  |  |                               |  |  |                                    |  |
|                                                  |                        | Anna Kragjrz z Kraigk          | Albert Kragjrz z Kraigk                     |  |  |                               |  |  |                                    |  |
|                                                  |                        | Anna Kragjrz z Kraigk          | Albert Kragjrz z Kraigk                     |  |  |                               |  |  |                                    |  |
|                                                  |                        | Anna Kragjrz z Kraigk          | Maria Magdalena Kostomlatsky von Wrzesowicz |  |  |                               |  |  |                                    |  |
|                                                  |                        | Anna Kragjrz z Kraigk          |                                             |  |  |                               |  |  |                                    |  |